# Келоуна
Келоуна (енгл. Kelowna) је град у Канади у покрајини Британска Колумбија. Према резултатима пописа 2011. у граду је живело 117.312 становника.

## Становништво
Према резултатима пописа становништва из 2011. у граду је живело 117.312 становника, што је за 9,6% више у односу на попис из 2006. када је регистровано 107.035 житеља.
| 2006.   | 2011.   |
| ------- | ------- |
| 107.035 | 117.312 |